# ハンス・ミューラー (フィギュアスケート選手)
ハンス・ミューラー（フランス語: Hans Müller、1931年3月7日 - 2021年8月26日）は、スイス出身のフィギュアスケート選手（男子シングル）。1956年コルティナダンペッツォオリンピックスイス代表。

## 主な戦績
| 大会/年      | 1953-54 | 1954-55 | 1955-56 |
| ------------ | ------- | ------- | ------- |
| オリンピック |         |         | 12      |
| 世界選手権   |         | 12      | 13      |
| 欧州選手権   | 10      | 8       | 11      |
| スイス選手権 |         | 1       |         |